# Jaroslaw Melnyk

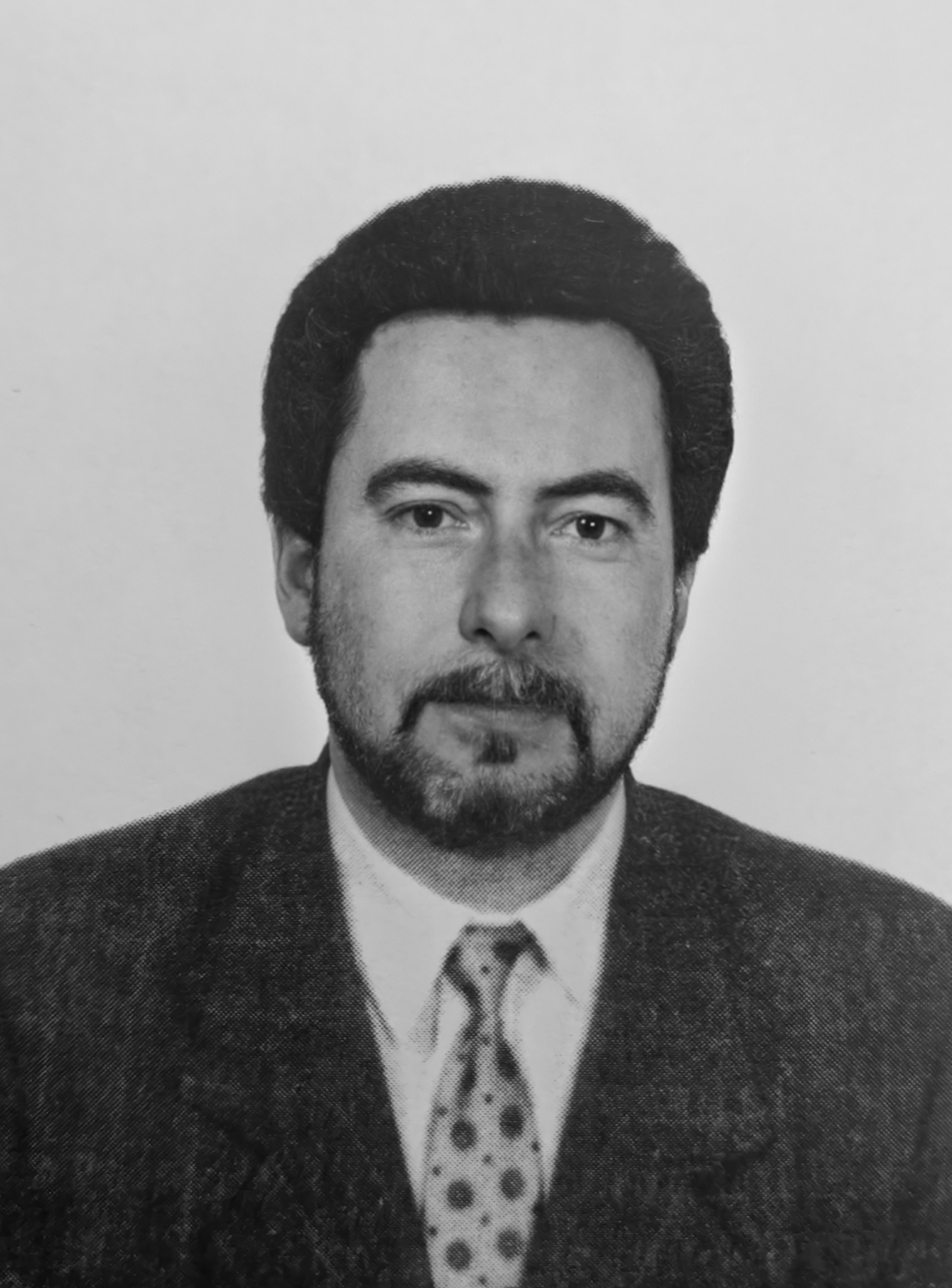
Jaroslaw Hryhorowytsch Melnyk (2000)

Jaroslaw Hryhorowytsch Melnyk (ukrainisch Ярослав Григорович Мельник; * Juni 1960 in Iwano-Frankiwsk) ist ein ukrainischer Philologe, Linguist, Slawist.

## Biografie
Melnyk absolvierte ein Künstler-Designer-Studium, studierte Polytechnik in Charkiw und studierte weiter an der Fakultät für Physik und Mathematik. 1986 absolvierte er die Philosophische Fakultät des Pädagogischen Instituts Iwano-Frankiwsk. 1994 schloss er die Aspirantur früh ab und verteidigte erfolgreich seine Dissertation. In seiner akademischen Laufbahn absolvierte die Praktika an der Universität Łódź (Polen), der Maria-Curie-Skłodowska-Universität (Polen), der Jagiellonen-Universität (Polen), sowie den Lomonossow-Universität Moskau, der Staatlichen Universität Sankt Petersburg und der Staatlichen Universität Jaroslawl (Russland).
Er tritt häufig als Prüfer von Dissertationen sowie in Fachräten verschiedener Universitäten, Mitglied verschiedener pädagogischer, kultureller und wissenschaftlicher Kommissionen und Mitorganisator der Internationalen Wissenschaftskonferenz Semantik von Sprache und Text. Jaroslaw Melnyk ist Autor von mehr als 200 Publikationen (darunter mehr als 5 Monographien, 30 Lehrbücher und Handbücher für Studierende) zu den Problemen der Linguistik, Sprachphilosophie, Semiotik und Kulturologie. Seine Dissertation widmet sich, unter anderem, modernen Problemen der Linguistik, Mikro- und Makrosystemebenen in Sprache, Linguokulturologie, Semiologie, linguoanthropologischer Philosophie und Neorhetorik. Unter anderem gründete er den Diskussionsstudentenclub Dialogue. Ab 1988 organisierte er im Laufe von 28 Jahre lang die Arbeit von studentischen Freiwilligen, unter anderem für die Sammlung lokaler Folklore, Dialektwörter und Ausdrücke im Puschkin-Reservat Mikhailovskoe zuständig waren. Berichte über die Praxis und die entwickelten Materialien wurden jährlich an das Museumsreservat übergeben.
2012 veranstaltete er eine Fotoausstellung Meine Ukraine im Puschkin-Staatsmuseum-Reservat Mikhailovskoe. Jaroslaw Melnyk ist ein häufiger Gast von Olena Tretyaks Fernsehprogramm Europäischer Vektor auf dem Fernsehsender Vezha. Darüber hinaus war er auch als Co-Moderator des populärwissenschaftlichen Programms Das Universum um uns herum tätig.
Im November 2014 wurde ihm der Titel eines Professors an der Nationale Wassyl-Stefanyk-Universität der Vorkarpaten, Institut für Allgemeine und Deutsche Sprachwissenschaft, verliehen. Ebenfalls erhielt er im Jahr 2014 vom Präsidenten der Russischen Föderation die Puschkin-Medaille für einen großen Beitrag zur Stärkung der Zusammenarbeit mit Russland und zur Entwicklung wissenschaftlicher und kultureller Beziehungen.

## Auszeichnungen
Für wissenschaftliche, pädagogische und kulturelle Leistungen erhielt er das Diplom des Ministeriums für Bildung und Wissenschaft der Ukraine (2008), die Medaille und den Ehrenpreis Exzellenz in der Bildung des Ministeriums für Bildung und Wissenschaft der Ukraine (2010), die Medaille und den Allrussischen Preis Wächter des Erbes (2012), Puschkin-Medaille (2014).

## Veröffentlichungen (Auswahl)
- Subjektivität als Sprachkategorie. - Ivano-Frankivsk: Play, 1997. - 130 p.
- Subjektivität als Sprachkategorie. // Aussicht. 2. Ausgabe. - Ivano-Frankivsk: Play, 1998. –130 p
- Semiotische Analyse von Trypillia-Kukuten-Zeichensystemen (bemalte Ware) .– Ivano-Frankivsk, Play, 2000.– 237 p.
- Elementare Logik. Trainingshandbuch. - Ivano-Frankivsk: Play, 2005. - 67 p.
- Die Weisheit der afrikanischen Völker. - Ivano-Frankivsk: Play, 2005. - 98 p.
- Prolegomenos zum ukrainischen Diskurs: ethnokultureller, politischer und sprachlich-semiotischer Aspekt. - Ivano-Frankivsk, 2012. - 260 S.
- Kirchenslawische Sprache / 4. Ausgabe, überarbeitet und ergänzt. - Ivano-Frankivsk: Symphony forte, 2017. - 252 p
- Logik und Ethik. Sprachkommunikatives Element / 2. Auflage, überarbeitet und ergänzt. Iwano-Frankiwsk: Symphony-Forte. 120 s
- Redenschreiben: methodische Materialien / Iwano-Frankiwsk: SHEI "Vasyl Stefanyk Precarpathian National University", 2019, ISBN 978-966-640-464-3, S. 8, 14 (140 Seiten).
- Fehler im System der traditionellen Logik / Iwano-Frankiwsk: Vasyl Stefanyk Precarpathian National University, 2019. - 180 p. (6,28 S.). ISBN 978-966-640-467-4